# Euphyia perductata
Euphyia perductata är en fjärilsart som beskrevs av Walker 1862. Euphyia perductata ingår i släktet Euphyia och familjen mätare. Inga underarter finns listade i Catalogue of Life.